# إحصائيات وأرقام قياسية في كأس العالم
كأس العالم لكرة القدم هي أهم مسابقة لرياضة كرة القدم تقام تحت إشراف الاتحاد الدولي لكرة القدم. وتقام بطولة كأس العالم كل أربع سنوات منذ سنة 1930، باستثناء بطولتي سنتي 1942 و1946 اللتين ألغيتا بسبب الحرب العالمية الثانية. يشارك في النظام الحالي للبطولة 32 منتخباً وطنياً، منذ 1998، مقسمين على ثماني مجموعات، يتنافسون للظفر بلقب البطولة لشهر كامل على ملاعب البلد المستضيف. تتأهل هذه المنتخبات إلى البطولة عن طريق نظام للتصفيات يقام على مدى ثلاث سنوات.
شهدت النسخ الاثنين والعشرين السابقة من بطولات كأس العالم فوز ثمانية منتخبات مختلفة باللقب. كما يسجل للمنتخب البرازيلي حضوره في كل البطولات، فهو لم يغب أبداً عن أي بطولة كأس عالم حتى الآن وهو الأكثر تتويجاً بالكأس حيث فاز بها خمس مرات سنوات: 1958، و1962، و1970، و1994 و2002. يليه المنتخبان الإيطالي والألماني الذين أحرزاها أربع مرات، إيطاليا في سنوات: 1934، و1938، و1982 و2006، وألمانيا في سنوات: 1954، 1974، و1990، و2014. فاز المنتخب الأرجنتيني باللقب 3 مرات في سنوات: 1978 و1986 و2022. فاز المنتخب الأوروغوياني والمنتخب الفرنسي باللقب مرتين (الأول في سنتي: 1930 و1950، والثاني في سنتي: 1998 و2018، بينما فاز منتخبا إنجلترا وإسبانيا بلقب البطولة مرة واحدة (إنجلترا في 1966 وإسبانيا في 2010).
استطاع منتخبين فقط الاحتفاظ بلقبهما وإحراز لقب البطولة مرتين متتاليتين، وهما: المنتخب الإيطالي الذي أصبح أول منتخب يحرز البطولة مرتين متتاليتين في نسختي 1934 و1938، والبرازيل في نسختي 1958 و1962.
بطولة كأس العالم من أكثر الأحداث الرياضية مشاهدة على مستوى العالم، ففي نهائي كأس العالم 2006 الذي أقيم في ألمانيا، قدر عدد من تابع المباراة النهائية بنحو 715 مليون شخص. حامل اللقب الحالي هو منتخب الأرجنتين والذي فاز بالنسخة الأخيرة في 2022، والتي أقيمت في قطر. ستقام البطولة القادمة في 2026 في ثلاث دول هي: الولايات المتحدة الأمريكية والمكسيك وكندا. وستكون أول مرة في تاريخ البطولة يستضيف البطولة ثلاثة دول.

## نبذة

### الدول
| بطل كأس العالم الوصيف الثالث الرابع ربع النهائي/الأدوار النهائية | ثمن النهائي/الدور الثاني دور المجموعات لم تتأهل المستضيف |

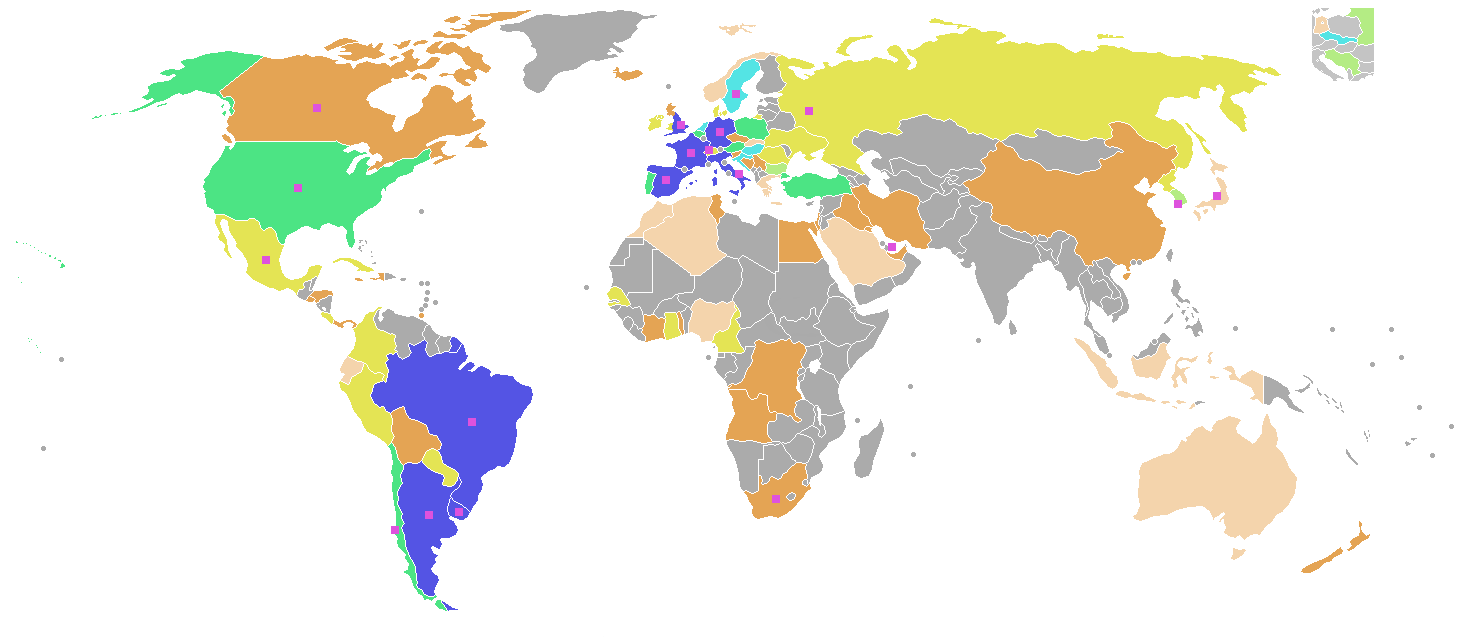
ملخص إنجازات المنتخبات في كأس العالم :
بطل كأس العالم
الوصيف
الثالث
الرابع
ربع النهائي/الأدوار النهائية
ثمن النهائي/الدور الثاني
دور المجموعات
لم تتأهل
المستضيف
الخريطة الجانبية تبين دول انحلت مثل: الاتحاد السوفياتي ويوغوسلافيا وتشيكوسلوفاكيا وألمانيا الشرقية.

تهيمن قارتا أوروبا وأمريكا الجنوبية على منافسات كأس العالم لكرة القدم، فلم يخرج اللقب من تلك القارتين منذ إنشاء البطولة، بل لم يتمكن أي فريق من خارج تلك القارتيبن بالتأهل للمباراة النهائية. ثمان منتخبات استطاعت الفوز بلقب كأس العالم، 3 منهم في قارة أمريكا الجنوبية وهم البرازيل والأرجنتين والأوروغواي و 5 من القارة الأوروبية وهم إيطاليا وألمانيا وإنجلترا وفرنسا وإسبانيا. فخلال 20 نسخة من نسخ كأس العالم حققت المنتخبات الأوروبية 12 لقبا، في المقابل حققت منتخبات أمريكا الجنوبية 9 ألقاب فقط. تكرر الحال في استضافة منافسات فمنذ نشأتها إلى عام 1970، لم تقم البطولة خارج القارتين. لكن في عام 1970 أقيمت البطولة لأول مرة في قارة أمريكا الشمالية وتحديداً في المكسيك، تلتها أيضاً أعوام 1986 في المكسيك، و1994 في الولايات المتحدة الأمريكية. وبعد إقرار الفيفا لمبدأ المداورة في تنطيم كأس العالم، استضافات دول آسيا وهي كوريا الجنوبية واليابان منافسات كأس العالم 2002، واستضافت جنوب أفريقيا منافسات كأس العالم 2010، وتبقى بذلك قارة أوقيانوسيا الوحيدة التي لم تستضف فعاليات المنافسة.

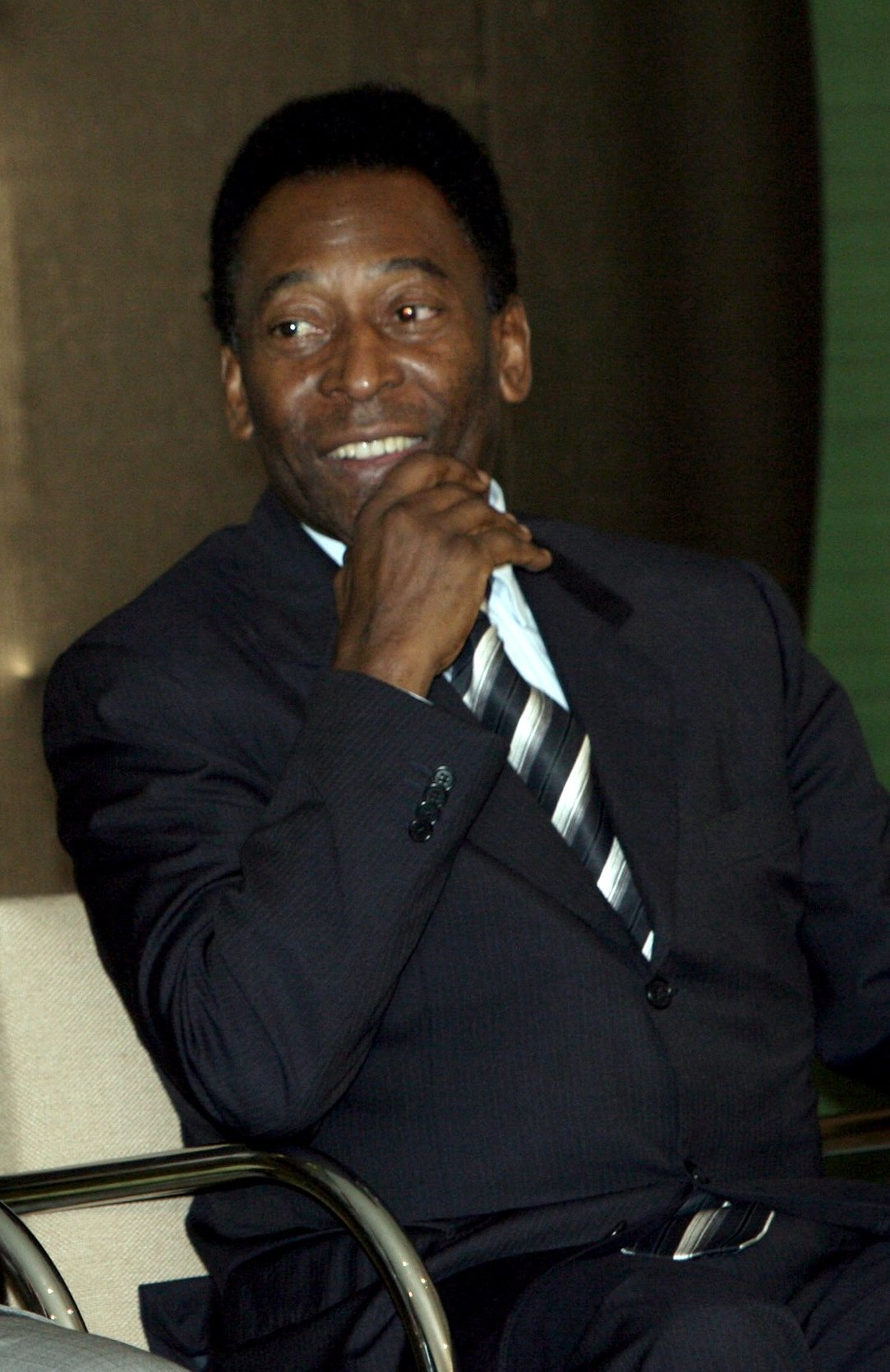
البرازيلي بيليه أكثر من فاز بلقب كأس العالم 3 مرات.

شهدت النسخ الإحدى والعشرين السابقة من بطولات كأس العالم فوز ثمانية منتخبات مختلفة باللقب. كما سجل للمنتخب البرازيلي حضوره في كل البطولات، فهو لم يغب أبداً عن أي بطولة كأس عالم حتى الآن وهو الأكثر تتويجا بالكأس حيث فاز بها خمس مرات أعوام: 1958، و1962، و1970، و1994 و2002. يليه المنتخب الإيطالي الذي أحرزها أربع مرات في أعوام: 1934، و1938، و1982 و2006، والمنتخب الألماني الذي أحرزها أربعة مرات في أعوام: 1954، 1974، و1990، و2014. بينما فاز المنتخب الأرجنتيني بها 3 مرات سنوات : 1978 و 1986 و 2022 وأما المنتخب الأوروغوياني والمنتخب الفرنسي حصدا اللقب مرتين، فازت الأوروغواي بلقب عام 1930 و1950، وفازت كذلك فرنسا بلقب عام 1998 و2018. في الجهة المقابلة، فازت منتخبات إنجلترا وإسبانيا بلقب البطولة مرة واحدة. حيث فازت إنجلترا بلقب عام 1966، بينما فازت إسبانيا بلقب عام 2010.
أستطاع منتخبين فقط إحراز لقب البطولة مرتين متتاليتين، حيث كان المنتخب الإيطالي أول منتخب يحرز البطولة مرتين متتاليتين في نسختي عام 1934 و1938، ثم البرازيل بطل أعوام: 1958، 1962. ثلاث منتخبات فقط استطاعت أن تحقق اللقب كأس العالم خارج قارتها وهم منتخب البرازيل (في أوروبا في عام 1958 وآسيا في عام 2002)، ومنتخب إسبانيا (في أفريقيا في عام 2010، ومنتخب ألمانيا (في أمريكا الجنوبية في عام 2014). ونظمت خمس دول كأس العالم مرتين: إيطاليا وفرنسا والمكسيك وألمانيا والبرازيل. جميعهم فازوا بلقب كأس العالم مرة واحدة على الأقل، فيما عدا المكسيك. في الجهة المقابلة، استطاعت 6 دول الفوز بلقب كأس العالم على أرضها وهي الأوروغواي في عام 1930، وإيطاليا في عام 1934، إنجلترا في عام 1966 وألمانيا عام 1974 والأرجنتين عام 1978 وفرنسا عام 1998.
تم اللجوء للضربات الترجيح في نهائين فقط من أصل إحدى عشر نهائي خلال 20 نسخة من نسخ كأس العالم، كان أولها في عام 1994 حيث استطاع المنتخب البرازيلي التغلب على المنتخب الإيطالي، وكانت المرة الثانية في 2006 عندما فاز منتخب إيطاليا على منتخب فرنسا بنتيجة 5-3. أكثر المنتخبات تأهلاً لنهائي كأس العالم هو منتخب ألمانيا بواقع 8 مرات، يليه منتخب البرازيل بواقع 7 مرات، ويعتبر المنتخب الألماني الأكثر تأهلاً لنصف نهائي كأس العالم لكرة القدم بواقع 13 مرة.
تمتلك البرازيل رقماً قياسياً فريداً، فهي أكثر المنتخبات فوزاً في تاريخ كأس العالم (73 فوز)، وأكثر المنتخبات تسجيلاً للأهداف (229 هدف). بينما تمتلك ألمانيا أيضاً رقماً قياسياً وهو أكبر عدد من الأهداف سجلت في بطولة واحدة من نصيب المنتخب الألماني في بطولة كأس العالم 1954، عندما سجلوا 25 هدفاً. أما من ناحية تلقى الأهداف، نجحت كل من فرنسا في 1998 وإيطاليا في 2006 وإسبانيا في كأس العالم 2010 في الفوز باللقب والدفاع عن مرماها حين استقبتا هدفين فقط خلال منافسات البطولة، وهو رقم قياسي بتاريخ كأس العالم.
أكبر فوز في نهائيات كأس العالم هو فوز منتحب المجر بنتيجة 10-1 على منتخب السلفادور لكرة القدم في بطولة كأس العالم 1982، في المباراة الأولى من منافسات المجموعة الثالثة. وشهد اللقاء تسجيل أسرع هاتريك في تاريخ كأس العالم حيث سجلت الأهداف الثلاثة خلال 8 دقائق فقط (في الدقيقة 70، 73 و 78)، وهو أول هاتريك يسجل من قبل لاعب بديل. أيضاً، يعتبر فوز منتخب يوغوسلافيا على منتخب زائير بنتيجة 9-0 في بطولة 1974, وفوز منتحب المجر على منتخب كوريا الجنوبية في بطولة 1954، أكبر حالات فوز في تاريخ كأس العالم.

### اللاعبون
أول هدف في تاريخ كأس العالم سجله الفرنسي لوسيان لوران، ضمن مباراة منتخب بلاده ضد منتخب الأوروغواي في افتتاح كأس العالم 1930، وسجل الهولندي روب رينسينبرينك الهدف رقم 1000 من ضربة جزاء في كأس العالم 1978 ضمن مباراة منتخب بلاده ضد المنتخب الاسكتلندي، بينما سجل السويدي ماركوس ألباك الهدف رقم 2000 في كأس العالم 2006 ضمن مباراة منتخب بلاده ضد المنتخب الإنجليزي.
أكثر اللاعبين تسجيلاً للأهداف في كأس العالم هو ميروسلاف كلوزه الذي سجل 16 هدفاً (منتخب ألمانيا لكرة القدم 2002-2014)، يليه البرازيلي رونالدو الذي سجل 15 هدفاً (البرازيل 1998 - 2006). في حين أن أكثر اللاعبين تسجيلا للأهداف في بطولة واحدة هو جاست فونتين، حيث سجل 13 هدفاً في كأس العالم 1958. يعتير اللاعب الروسي أوليغ سالينكو الأكثر تسجيلاً للأهداف في مباراة واحدة، حيث سجل 5 أهداف ضد منتخب الكاميرون في كأس العالم 1994. وعلى صعيد المباريات النهائية لكأس العالم، استطاع كل من الإنجليزي جيوف هورست والفرنسي زين الدين زيدان من تسجيل 3 أهداف، فسجل جيوف هورست ثلاثة أهداف في نهائي كأس العالم 1966، بينما سجل زين الدين زيدان هدفين في نهائي كأس العالم 1998 وهدف في نهائي كأس العالم لكرة القدم 2006.
أكثر اللاعبين تسجيلاً لهاتريك في مباراة واحدة هو المجري ساندور كوتشيس في كأس العالم 1954، والفرنسي جاست فونتين في كأس العالم 1958، والألماني غيرد مولر في كأس العالم 1970، والإرجنتيني غابرييل باتيستوتا في كأس العالم 1994 وكأس العالم 1998. اللاعبون الذين سجلوا هدفاً على الأقل في كل مباراة في كأس العالم هم الأوروغوياني أليسيدس غيغيا في كأس العالم 1950 عندما سجل أربعة أهداف في أربع مباريات، والفرنسي جاست فونتين من منتخب فرنسا لكرة القدم في كأس العالم 1958، والبرازيلي جارزينيو في كأس العالم 1970 عندما سجل سبعة أهداف في ست مباريات.
أصغر اللاعبين تسجيلا للأهداف هو الإيرلندي الشمالي نورمان ويتسايد، حيث كان عمره 17 سنة و 41 يوماً في مباراة منتخب بلاده ضد منتخب يوغوسلافيا في كأس العالم 1982. بينما يعتبر البرازيلي بيليه أصغر اللاعبين سناً تسجيلا للأهداف في نهائي كأس العالم، حيث كان عمره 17 سنة و 249 يوماً في مباراة منتخب بلاده ضد منتخب السويد في نهائي كأس العالم 1958، يليه الفرنسي كيليان مبابي والذي سجل هدفاً في نهائي كأس العالم 2018 وكان عمره آنذاك 18 سنة و 209 يوماً. أكبر اللاعبين سناً تسجيلا للأهداف، هو الكاميروني روجيه ميلا، الذي سجل هدفا في مباراة منتخب بلاده ضد منتخب روسيا في كأس العالم 1990، وكان عمره 42 سنة و 39 يوما. بينما أكبراللاعبين تسجيلا للأهداف في نهائي كأس العالم، هو السويدي نيلس ليدهولم، حيث سجل هدفا في مباراة منتخب بلاده ضد منتخب البرازيل في نهائي كأس العالم 1958، وكان عمره 35 سنة 263 يوما.
أسرع هدف في تاريخ كأس العالم أحرزه التركي هاكان شوكور بعد مرور 11 ثانية، في مباراة منتخب بلاده مع منتخب كوريا الجنوبية ضمن مباراة تحديد صاحب المركز الثالث في كأس العالم 2002. بينما أسرع هدف في نهائي كأس العالم سجله الهولندي يوهان نيسكينز بعد مرور 90 ثانية، في مباراة منتخب بلاده ضد منتخب ألمانيا لكرة القدم في نهائي كأس العالم 1974.
أكثر حراس المرمى الذين شاركوا في مباريات ولم يسجل في مرماهم أي هدف هما الإنجليزي بيتر شيلتون (1982 - 1990)، والفرنسي فابيان بارتيز (1998 - 2006)، بواقع 10 مباريات. بينما يمتلك الإيطالي والتر زينغا الرقم القياسي في أكبر عدد من الدقائق التي لعبها حارس مرمى دون أن يسجّل في مرماه هدف، بواقع 517 دقيقة في كأس العالم 1990. أقل حراس المرمى الذين فازوا في البطولة ودخلت أهداف في مرماهم هم الفرنسي فابيان بارتيز في كأس العالم 1998، والإيطالي جانلويجي بوفون في كأس العالم 2006 بعدما انقذ 40 هجمة على مرماه، والإسياني إيكر كاسياس في كأس العالم 2010، حيت لم يدخل مرماهم سوى هدفين فقط.
أسرع لاعب تم طرده في كأس العالم هو خوسيه باتيستا من منتخب الأوروغواي لكرة القدم في كأس العالم 1986 بعد 56 ثانية فقط. بينما يتشارك كل من الفرنسي زين الدين زيدان والبرازيلي كافو في أنهما أكثر اللاعبين حصولاً على بطاقات في كأس العالم، حيث حصل زين الدين زيدان على (6 بطاقات، 1998 - 2006)، بينما حصل كافو (6 بطاقات، 1994 - 2006). أكثر اللاعبين حصولاً على بطاقات حمراء هما وزين الدين زيدان من منتخب فرنسا لكرة القدم، وريغوبرت سونغ من منتخب الكاميرون لكرة القدم، حيث حصلا على كرتين أحمرين. في جهة أخرى فإن الكاميروني ريغوبرت سونغ هو أصغر لاعب حصل على بطاقة حمراء في تاريخ كأس العالم حيث كان يبلغ من العمر 17 عاماً.
خلال الإحدى العشرين بطولة سابقة من بطولات كأس العالم، فاز باللقب 422 لاعباً. أكثر اللاعبين فوزاً بلقب كأس العالم لكرة القدم هو البرازيلي بيليه والذي فاز بها 3 مرات أعوام (1958 و1962 و1970)، بينما هناك 20 لاعباً فازوا باللقب لمرتين. كذلك يعتبر البرازيلي بيليه أصغر اللاعبين تحقيقاً لكأس العالم عندما حقق كأس العالم 1958، وكان عمره 17 سنة و 249 يوما. بينما يعتبر الإيطالي دينو زوف أكبر اللاعبين تحقيقاً لكأس العالم حيث كان عمره 40 سنة في كأس العالم 1982.
لم يسبق وأن فاز قائد المنتخب بلقبي كأس العالم. فالإيطالي جوزيبي مياتزا في عام 1938، والبرازيليين أمثال بليني في عام 1958، وماورو راموس في عام 1962 وكافو في عام 2002، بالإضافة إلى الأرجنتيني دانييل باساريلا في عام 1978، فازوا باللقب لمرتين، مرة بصفتهم قادة الفريق، ولكن في المرة الأخرى فازوا بصفتهم لاعبو المنتخب. يذكر أن الأرجنتيني دييغو مارادونا في عام 1986 و1990، بالإضافة إلى البرازيلي دونغا في 1994 و1998، كانوا قادة لمنتخباتهم في المباراة النهائية، لكن كلا اللاعبين خسرا إحدى النهائيات التي خاضوها، فخسر دييغو مارادونا نهائي 1990 ضد الألمان، بينما خسر دونغا نهائي 1998 أمام الفرنسيين. ولمن يكن كارل-هاينتس رومنيغه قائد المنتخب الألماني في 1982 و1986 في حال أفضل من سابقيه، فقد خسر النهائي الأول في نهائي 1982 أمام الطليان، وخسر كذلك نهائي 1986 أمام الأرجنتين. البرازيليان بيليه وفافا هما اللاعبان الوحيدان اللذان سجلا في مباراتين نهائيتين وفازا باللقب، حيث سجل فافا في نهائي 1958 ونهائي 1966، بينما سجل بيليه في نهائي 1958 ونهائي 1970. كذلك استطاع الألماني بول برايتنر من التسجيل في نهائي 1974 ونهائي 1982، واستطاع الفرنسي زين الدين زيدان كذلك من التسجيل في نهائي 1998 ونهائي 2006، لكنهم فازا فقط في مباراة نهائية واحدة وخسرا المباراة النهائية الثانية.
اللاعبان الوحيدان اللذان شاركا في 5 نهائيات هما الألماني لوتار ماتيوس (1982–1998) والمكسيكي أنتونيو كارباخال (1950–1966)، ويعتبر الألماني لوتار ماتيوس أكثر اللاعبين خوضاً للمباريات بواقع 25 لقاءً. من جهة أخرى يعتبر البرازيلي كافو اللاعب الوحيد الذي خاض 3 نهائيات، ففاز باللقب في 1994، وحل وصيفاً في 1998، وفاز باللقب مرة أخرى 2002. يعتبر اللاعب لويس مونتي الوحيد الذي خاض نهائيي كأس عالم لبلدين مختلفين. فخسر أول نهائي مع منتخب الأرجنتين في عام نهائي 1930، وفاز بالنهائي الثاني مع منتخب إيطاليا في نهائي 1934. أول اخوين شاركا في النهائيات، هما الفرنسيان لوسيان لوران وجان لوران عندما خاضا المباراة الافتتاحية في النسخة الأولى عام 1930 ضد منتخب المكسيك. من جهة أخرى، استطاع الأخوان الألمانيان فريتز فالتر وأوتمار فالتر الفوز بكأس العالم 1954، والأخوان الإنجليزيان بوبي تشارلتون وجاك تشارلتون الفوز بكأس العالم 1966. يذكر أن الألماني ميروسلاف كلوزه هو اللاعب الوحيد الذي حصل على أربع ميداليات متتالية في نهائيات كأس العالم. حيث فاز بالمركز الأول في كأس العالم 2014، وحل وصيفاً في كأس العالم 2002، وحصل ثالثاً مرتين في كأس العالم 2006 وكأس العالم 2010.

### المدربون
خلال العشرين نسخة ماضية من بطولات كأس العالم، فاز 19 مدربًا مختلفًا باللقب. ويعتبر الإيطالي فيتوريو بوتسو الأكثر نجاحاً بتاريخ البطولة، فهو الوحيد الذي فاز بلقبين متاليين في 1934 و1938 مع منتخب إيطاليا. بينما يعتبر البرازيلي ماريو زاغالو هو الأنجح على الإطلاق بعد فوزه بلقب البطولة 4 مرات، مرتين كلاعب مع منتخب البرازيل في عامي 1958 و1962 وكمدرب لهم في عام 1970، وكمساعد مدرب في 1994. ولا يشارك أحدٌ ماريو زاغالو الرقم إلا الألماني فرانتس بكنباور الذي حقق لقب البطولة مرتين، الأولى كلاعب في عام 1974 والثانية كمدرب في 1990، وكذلك الفرنسي ديدييه ديشامب الذي حقق لقب البطولة مرتين، الأولى كلاعب في عام 1998 والثانية كمدرب في 2018. يعتبر الألماني هيلموت شون أكثر المدربين مشاركة في كأس العالم، حيث قاد منتخب ألمانيا لكرة القدم بين عامي 1966 و1978، وهو أيضاً أكثر المدربين فوزاً بواقع 16 انتصاراً. أما بالنسبة للانتصارات المتتالية فهو من نصيب البرازيلي لويس فيليبي سكولاري، حيث فاز في 11 مباراة متتالية مع منتخبي البرازيل في 2002 والبرتغال 2006.
أيضاً هنالك 4 مدربين فازوا باللقب مرة، وحققوا المركز الثاني وهم؛ الألماني هيلموت شون (فاز باللقب في 1974، وحل وصيفاً في 1966) والألماني الآخر فرانتس بكنباور (فاز باللقب في 1990، وحل وصيفاً في 1986)، والأرجنتيني كارلوس بيلاردو (فاز باللقب في 1986، وحل وصيفاً في 1990) وآخرهم البرازيلي ماريو زاغالو (فاز باللقب في 1970، وحل وصيفاً في 1998). أما أكثر المدربين مشاركة فهو البرازيلي كارلوس ألبرتو بيريرا الذي درب ستة منتخبات هم منتخب الكويت في عام 1982، منتخب الإمارات في عام 1990، وفاز باللقب مع منتخب البرازيل في عام 1994، ومنتخب السعودية في عام 1998, ومنتخب البرازيل في عام 2006 ومنتخب جنوب إفريقيا في عام 2010. يليه بورا ميليتونوفتش والذي درب خمسة منتخبات هم: منتخب المكسيك في عام 1986 ومنتخب كوستاريكا في عام 1990 ومنتخب أمريكا في عام 1994 ومنتخب نيجيريا في عام 1998، ومنتخب الصين في عام 2002. بينما أصغر مدرب شارك في كأس العالم هو الأرجنتيني خوان خوسيه تراموتولا مدرب منتخب الأرجنتين في كأس العالم 1930، حيث كان عمره 27 سنة و 267 يوم. بينما أكبرهم هو الألماني أوتو ريهاغل مدرب منتخب اليونان في كأس العالم 2002، حيث كان عمره 71 سنة و 317 يوم.

## أرقام المنتخبات

### الأكثر
- الأكثر ظهورا في نهائيات كأس العالم: هو منتخب البرازيل لكرة القدم حيث وصل إلى كأس العالم 21 مرة (في جميع البطولات التي أقيمت).
- الأكثر فوزا بكأس العالم: هو منتخب البرازيل لكرة القدم حيث فاز بلقب البطولة خمس مرات.
- الأكثر وصولاِ لنهائي كأس العالم: هو منتخب ألمانيا لكرة القدم حيث وصل ثماني مرات.
- الأكثر لعبا في الدور قبل النهائي: هو منتخب ألمانيا لكرة القدم حيث لعب 13 مرة.
- أكثر الفرق لعبا للمباريات في كأس العالم: هو منتخب ألمانيا لكرة القدم حيث لعب 109 مباراة.
- أقل المنتخبات لعبا للمباريات في كأس العالم: هو منتخب إندونيسيا لكرة القدم حيث لعب مباراة واحدة فقط.
- أكثر الفرق فوزا في المباريات في كأس العالم: هو منتخب البرازيل لكرة القدم حيث فاز في 64 مباراة.
- أكثر المنتخبات خسارة في كأس العالم: هو منتخب المكسيك لكرة القدم حيث خسر 25 مباراة.
- أكثر المنتخبات تعادلا في كأس العالم: هو منتخب إيطاليا لكرة القدم حيث تعادل 21 مرة.
- أكبر عدد من المباريات التي لم يحقق فيها منتخب الفوز أو التعادل: كان من نصيب منتخب السلفادور لكرة القدم برصيد 6 مباريات.
- أكبر عدد من المباريات التي لعبها منتخب من دون فوز: كان من نصيب منتخب هندوراس لكرة القدم، حيث لعب 9 مباريات.
- أكثر الفرق تسجيلا للأهداف: هو منتخب ألمانيا لكرة القدم حيث سجل 223 هدف.
- أكثر الفرق تقبلا للأهداف: هو منتخب ألمانيا لكرة القدم حيث دخل في مرماه 121 هدف.
- أقل المنتخبات تسجيلا للأهداف: كان من نصيب كل من كندا والصين وترينداد وتوباغو والكونجو الديموقراطية، إذ لم يقم أيا منهم بتسجيل هدف في البطولة.
- أكبر معدل لتسجيل الأهداف في المباراة: من نصيب منتخب هنغاريا لكرة القدم حيث بلغ معدل أهدافه 2,72 هدف في المباراة.
- أقل معدل لتسجيل الأهداف في المباراة: من نصيب منتخب أنغولا لكرة القدم، حيث بلغ معدل أهدافه 0,67 هدف في المباراة.
- أكثر الفرق تقابلا في كأس العالم: هما منتخب البرازيل لكرة القدم ومنتخب السويد لكرة القدم، وقد ألتقيا سبعة مرات.
- أكثر الفرق التي لعبت في كأس العالم وتأهلت إلى الدور الثاني في كل مرة: هما منتخب الدنمارك لكرة القدم ومنتخب إيرلندا لكرة القدم بواقع 3 مرات.
- أكثر الفرق التي شارك في كأس العالم ولم تتأهل إلى الدور الثاني بتاتا: هو منتخب اسكتلندا لكرة القدم، حيث شارك 8 مرات ولم يتأهل إلى الدور الثاني ولا مرة.

### في البطولة الواحدة
- أكثر المنتخبات فوزا: هو منتخب البرازيل لكرة القدم في كأس العالم 2002، حيث فاز في سبعة مباريات (جميع اللقاءات).
- أكثر الفرق تسجيلا للأهداف: هو منتخب هنغاريا لكرة القدم، وقد سجل 27 هدف في كأس العالم 1954.
- أكثر عدد من الأهداف التي تلقاها منتخب هو منتخب كوريا الجنوبية لكرة القدم 16 هدف في كأس العالم 1954.
- أكبر معدل لتسجيل الأهداف في بطولة: كان من نصيب منتخب هنغاريا لكرة القدم سجل معدل 5,4 أهداف في المباراة الواحدة في كأس العالم 1954.

## إحصائيات فردية

### اللاعبين
- أكثر اللاعبين تسجيلاً للأهداف هم:
  - الألماني ميروسلاف كلوزه حيث سجل 16 هدفاً (2002-2014)
  - البرازيلي رونالدو حيث سجل 15 هدف (1998-2006).
- أكثر اللاعبين تسجيلاً للأهداف في بطولة واحدة: هو الفرنسي جاست فونتين حيث سجل 13 هدف في كأس العالم 1958.
- أكثر اللاعبين تسجيلاً للأهداف في مباراة واحدة: هو الروسي أوليغ سالينكو حيث سجل 5 أهداف لمنتخب بلاده ضد منتخب الكاميرون في كأس العالم 1994).
- أكثر اللاعبين تسجيلاً للأهداف في نهائي كأس العالم هم:
  - الفرنسي كيليان مبابي حيث سجل هدف في نهائي كأس العالم 2018 وهاتريك في نهائي كأس العالم 2022
  - البرازيلي فافا حيث سجل هدفين في نهائي كأس العالم 1958 وهدف في نهائي كأس العالم 1962 .
  - البرازيلي بيليه حيث سجل هدفين في نهائي كأس العالم 1958 وهدف في نهائي كأس العالم 1970.
  - الإنجليزي جيوف هورست حيث سجل ثلاثة أهداف في نهائي كأس العالم 1966.
  - الفرنسي زين الدين زيدان حيث سجل ثلاثة أهداف 3 أهداف، منها هدفين في نهائي كأس العالم 1998 وهدف في نهائي كأس العالم 2006.
- أكثر اللاعبين تسجيل هاتريك في مباراة واحدة هم:
  - المجري ساندور كوتشيس (كأس العالم 1954).
  - الفرنسي جاست فونتين (كأس العالم 1958).
  - الألماني غيرد مولر (كأس العالم 1970).
  - الأرجنيتين غابرييل باتيستوتا (كأس العالم 1994 وكأس العالم 1998).
- اللاعبين الذين سجلوا هدفا على الأقل في كل مباراة في كأس العالم:
  - الأوروغواياني أليسيدس غيغيا (حيث سجل أربعة أهداف في أربعة مباريات في كأس العالم 1954).
  - الفرنسي جاست فونتين من منتخب فرنسا لكرة القدم (حيث سجل ثلاثة عشر هدفا في ستة مباريات في كأس العالم 1958).
  - جارزينيو من منتخب البرازيل لكرة القدم (حيث سجل سبعة أهداف في ستة مباريات في كأس العالم 1970).
- أصغر اللاعبين تسجيلا للأهداف: هو البرازيلي بيليه، حيث كان عمره 17 سنة و 239 يوم في مباراة منتخب بلاده ضد منتخب ويلز في كأس العالم 1958.
- أصغر اللاعبين تسجيلاً للأهداف في نهائي كأس العالم: هو البرازيلي بيليه، حيث كان عمره 17 سنة و 249 يوما في مباراة منتخب بلاده ومنتخب السويد في نهائي كأس العالم 1958.
- أكبر اللاعبين تسجيلاً للأهداف: هو الكاميروني روجيه ميلا، حيث سجل هدفاً في مباراة منتخب بلاده ضد منتخب روسيا في كأس العالم 1994، وكان عمره 42 سنة و 39 يوما.
- أكبر اللاعبين تسجيلاً للأهداف في نهائي كأس العالم: هو السويدي نيلس ليدهولم، حيث سجل هدفا في مباراة منتخب بلاده ضد منتخب البرازيل في نهائي كأس العالم 1958، وكان عمره 35 سنة 263 يوما.
- أسرع هدف سجل في كأس العالم: أحرزه التركي هاكان شوكور بعد مرور 11 ثانية ضد منتخب كوريا الجنوبية في مباراة تحديد المركز الثالث في كأس العالم 2002.
- أسرع هدف في نهائي كأس العالم: أحرزه الهولندي يوهان نيسكينز بعد مرور 90 ثانية ضد منتخب ألمانيا في نهائي كأس العالم 1974.
- أصغر اللاعبين تحقيقاً لبطولة كأس العالم: هو البرازيلي بيليه، حيث كان عمره 17 سنة و 249 يوما في كأس العالم 1958.
- أكبر اللاعبين تحقيقاً لبطولة كأس العالم: هو الإيطالي دينو زوف، حيث كان عمره 40 سنة في كأس العالم 1982.
- أكبر اللاعبين مشاركة في بطولة كأس العالم: هو المصري عصام الحضري، حيث كان عمره 45 سنة و161 يوم.[63]

### حراس المرمى
- أكثر حراس المرمى مشاركة :
  - الإنجليزي بيتر شيلتون في 10 مباريات مع المنتخب الإنجليزي (1982-1990)
  - الفرنسي فابيان بارتيز في 10 مباريات مع المنتخب الفرنسي (1998-2006).
- أكثر حراس المرمى إستقبالاً للأهداف بالمجمل:
  - أنتونيو كارباخال حيث استقبل 25 هدفاً مع المنتخب المكسيكي.
  - محمد الدعيع حيث استقبل 25 هدفاً مع منتخب السعودية لكرة القدم.
- أكثر حراس المرمى الذين دخلوا عليهم أهداف في بطولة واحدة: هو الكوري الجنوبي هونغ دوك يونغ حيث استقبل 16 هدفاً في كأس العالم 1954 مع منتخب كوريا الجنوبية.
- أكثر عدد من الدقائق التي لعبها حارس مرمى دون أن يدخل عليه هدف: 517 دقيقة وهي من نصيب الإيطالي والتر زينغا حارس منتخب إيطاليا لكرة القدم في كأس العالم 1990.
- أقل الحراس استقبالاً للأهداف واستطاعوا الفوز بلقب كأس العالم:
  - الفرنسي فابيان بارتيز في كأس العالم 1998 (هدفين)
  - الإيطالي جانلويجي بوفون في كأس العالم 2006 (هدفين)
  - الإسباني إيكر كاسياس في كأس العالم 2010 (هدفين)
- أقل الحراس استقبالاً للأهداف في في بطولة واحدة: هو السويسري باسكال زوبربوهلر حيث لم يدخل في مرماه أي هدف في 3 مباريات في كأس العالم 2006.
- أكثر حراس المرمى تصدياً لركلات الجزاء:
- البولندي يان تومازيسكي في كأس العالم 1974 (ركلتا جزاء)
- الأمريكي براد فريدل في كأس العالم 2002 (ركلتا جزاء)
- البولندي فويتشيك شتشيسني في كأس العالم 2022 (ركلتا جزاء)

### المدربين
- أكثر المدربين مشاركة في كأس العالم من حيث عدد المباريات : هو الألماني هيلموت شون مدرب منتخب ألمانيا حيث شارك في 25 مباراة في الفترة من 1966-1978
- أكثر المدربين فوزا في المباريات: هو الألماني هيلموت شون مدرب منتخب ألمانيا حيث فاز في 16 مباراة.
- أكثر المدربين فوزا في كأس العالم: هو الإيطالي فيتوريو بوتسو مدرب منتخب إيطاليا في عامي 1934 و1938.
- أكثر المدربين تحقيقا للانتصارات المتتالية: هو البرازيلي لويس فيليبي سكولاري، حيث فاز في 11 مباراة متتالية مع منتخبي البرازيل والبرتغال (في كأس العالم 2002 و2006.)
- أكثر المدربين مشاركة في كؤوس العالم:
  - البرازيلي كارلوس ألبرتو بيريرا حيث درب ستة منتخبات هي: منتخب الكويت في 1982، منتخب الإمارات في عام 1990، ومنتخب البرازيل في عام 1994، ومنتخب السعودية في عام 1998, ومنتخب البرازيل في عام 2006 ومنتخب جنوب أفريقيا في عام 2010.
  - الصربي بورا ميلوتينوفيتش، حيث درب خمسة منتخبات هي: منتخب المكسيك في 1986 ومنتخب كوستاريكا في 1990 ومنتخب أمريكا في 1994 ومنتخب نيجيريا في 1998 ومنتخب الصين في 2002.
- أصغر مدرب في كأس العالم: الأرجنتيني خوان خوسيه تراموتولا مدرب منتخب الأرجنتين في كأس العالم 1930، حيث كان عمره 27 سنة و 267 يوم.
- أكبر المدربين في كأس العالم: الألماني أوتو ريهاغل مدرب منتخب اليونان في كأس العالم 2002، حيث كان عمره 71 سنة و 317 يوم.

## إحصائيات أخرى

### الحضور الجماهيري
- أكبر حضور جماهيري في مباراة: 199,854 شخص في مباراة منتخب الأوروغواي لكرة القدم ومنتخب البرازيل لكرة القدم في كأس العالم 1950 في ملعب ماراكانا.
- أقل حضور جماهير في مباراة: 300 شخص في مباراة منتخب رومانيا لكرة القدم ومنتخب بيرو لكرة القدم في كأس العالم 1930 في استاد بوكيتوس.
- أكبر معدل حضور جماهيري في كأس العالم: 88.966 شخص في كأس العالم 2022.
- أقل معدل حضور جماهير في كأس العالم: 23,235 شخص في كأس العالم 1934.

### الكروت الصفراء والحمراء
- أسرع لاعب تم طرده في كأس العالم: هو خوسيه باتيستا من منتخب الأوروغواي لكرة القدم في كأس العالم 1986 بعد 56 ثانية.
- أكثر اللاعبين حصولا على كروت في كأس العالم:
  - زين الدين زيدان من منتخب فرنسا لكرة القدم (6 بطاقات، 1998-2006).
  - كافو من منتخب البرازيل لكرة القدم (6 بطاقات، 1994-2006).
- أكثر اللاعبين حصولا على بطاقات حمراء
  - ريغوبرت سونغ من منتخب الكاميرون لكرة القدم
  - زين الدين زيدان من منتخب فرنسا لكرة القدم، حيث حصلا على كرتين أحمرين.
- أكثر بطولة تم إشهار فيها الكرت الأحمر هي كأس العالم 2006 (28 كرت في 64 مباراة).
- أكثر الفرق حصولا على البطاقات الحمراء هو منتخب الأرجنتين لكرة القدم حصل على 10 بطاقات حمراء من 64 مباراة.
- أكثر البطولات من حيث الكروت الصفراء هو كأس العالم 2006 (345 كرت في 64 مباراة).
- أكثر الفرق حصولا على كروت صفراء هو منتخب الأرجنتين لكرة القدم حصل على 88 كرت أصفر في 64 مباراة.
- أكثر المباريات تم إشهار البطاقات الصفراء فيها هي مباراة منتخب البرتغال لكرة القدم ومنتخب هولندا لكرة القدم في كأس العالم 2006.

### ضربات الجزاء الترجيحية
- أكثر الفرق لعبا لضربات الجزاء الترجيحية: هم منتخب الأرجنتين لكرة القدم ومنتخب فرنسا لكرة القدم ومنتخب إيطاليا لكرة القدم ومنتخب ألمانيا لكرة القدم، حيث لعبوا أربعة مرات.
- أكثر الفرق لعبا لضربات الجزاء الترجيحية في بطولة واحدة: هما منتخب الأرجنتين لكرة القدم (1990) ومنتخب إسبانيا لكرة القدم (2002).
- أكثر الفرق فوزا بركلات الجزاء الترجيحية هو منتخب ألمانيا لكرة القدم فاز في أربعة مباريات.
- أكثر الفرق فوزا بركلات الجزاء الترجيحية في بطولة واحدة: هو منتخب الأرجنتين لكرة القدم في كأس العالم 1990، حيث فازوا مرتين ومنتخب كروتيا في كأس العالم 2018 فازو مرتين أيضا.
- أكثر اللاعبين تسديدا لركلات الجزاء الترجيحية وخسر فيها: روبيرتو بادجو حيث لعب ثلاثة مرات (كأس العالم 1990 وكأس العالم 1994 وكأس العالم 1998).

## حقائق

### أرقام أخرى
- لم تتم إقامة كأس العالم في عامي 1942 و1946 وذلك لظروف الحرب العالمية الثانية.
- كأس العالم 1930 هي البطولة الوحيدة التي لم يكن بها تصفيات مؤهلة.
- البطولة الوحيدة التي لا يشارك فيها حامل اللقب (الأوروغواي)، هي بطولة كأس العالم 1934.
- تمت إعادة أول مباراة في تاريخ البطولة في الدور الربع النهائي في المباراة التي أقيمت بين إيطاليا وإسبانيا في كأس العالم 1934.
- البطولة هي المرة الأولى التي يتأهل بها المستضيف (فرنسا) وحامل اللقب (إيطاليا) بشكل تلقائي هي كأس العالم 1938.
- أطول مدة لمنتخب حمل لقب بطل العالم، هو منتخب إيطاليا لكرة القدم في الفترة ما بين 1934-1950.

### أوائل
- أول بطولة كأس عالم كانت في الأوروغواي.
- كانت أول مباراة في كأس العالم هي مباراة افتتاح كأس العالم 1930 بين فرنسا والمكسيك.
- أول دولة لاتينية استضافت بطولة كأس العالم لكرة القدم هي الأوروغواي في كأس العالم 1930.
- أول دولة أوروبية استضافت بطولة كأس العالم لكرة القدم هي إيطاليا في كأس العالم 1934.
- أول دولة أمريكية شمالية استضافت بطولة كأس العالم لكرة القدم هي المكسيك في كأس العالم 1970.
- أول دولة آسيوية استضافت بطولة كأس العالم لكرة القدم هي كوريا الجنوبية واليابان في كأس العالم 2002.
- أول دولة أفريقية استضافت بطولة كأس العالم لكرة القدم هي جنوب أفريقيا في كأس العالم 2010.
- أول دولة عربية استضافت بطولة كأس العالم لكرة القدم هي قطر في كأس العالم 2022.
- أول منتخب فاز بلقب كأس العالم هو منتخب الأوروغواي لكرة القدم في كأس العالم 1930.
- أول منتخب لاتيني فاز بلقب كأس العالم هو منتخب الأوروغواي لكرة القدم في كأس العالم 1930.
- أول منتخب أوروبي فاز بلقب كأس العالم هو منتخب إيطاليا لكرة القدم في كأس العالم 1934.
- أول منتخب فاز بلقب كأس العالم لمرتين متتالتين هو منتخب إيطاليا لكرة القدم في كأس العالم 1934 وكأس العالم 1938.
- أول منتخب أوروبي فاز بلقب كأس العالم لمرتين متتالتين هو منتخب إيطاليا لكرة القدم في كأس العالم 1934 وكأس العالم 1938.
- أول منتخب لاتيني فاز بلقب كأس العالم لمرتين متتالتين هو منتخب البرازيل لكرة القدم في كأس العالم 1958 وكأس العالم 1962.
- أول مباراة في كأس العالم هي مباراة افتتاح كأس العالم 1930 بين فرنسا والمكسيك.
- أول هدف في تاريخ كأس العالم سجله " لوسيان لوران " ساعد هجوم منتخب فرنسا وذلك في المبارة الافتتاحية بين فرنسا والمكسيك.
- أول دورة تُلعب بها تصفيات مؤهلة، هي بطولة كأس العالم 1934
- أول حالة طرد كانت للاعب " دي لاس كاسياس " عميد فريق بيرو بسبب عنفه الشديد ضد لاعبي رومانيا.
- أول «هاتريك» أو أول لاعب يحرز ثلاثة أهداف في مباراة واحدة هو الأرجنتيني " غييرمو ستابيلي " وذلك عندما فازت الأرجنتين على المكسيك 6 - 3.
- أول شقيقين يلعبان معاً في كاس العالم هما «مانويل وفرنادو روساس» المكسيكين وذلك في مباراة المكسيك والأرجنتين.
- أول لاعب يحرز هدفاً في مرمى فريقه، هو اللاعب «لورتشر» المدافع الأيسر لمنتخب سويسرا وذلك في مباراة منتخبه ضد ألمانيا والتي انتهت بفوز ألمانيا 4 - 2، وذلك في كاس العالم 1938 بفرنسا.
- أول شقيقين يتقابلان في كأس العالم وكل منهما يلعب مع منتخب هما الغاني " كيفن برينس بواتينغ " والألماني " جيروم بواتينغ " وكان ذلك في كأس العالم 2010 في جنوب إفريقيا.
- أول هدف ذهبي في كأس العالم سجله الفرنسي " لوران بلان " في مرمى الباراغواي في كأس العالم 1998 بفرنسا (قبل إلغاء نظام الهدف الذهبي والفضي).
- أول حكم عربي في كأس العالم هو الحكم يوسف محمد الذي اشترك في تحكيم مباراة الولايات المتحدة والمكسيك وفازت فيها الولايات المتحدة 4 - 2، في كاس العالم 1934 بإيطاليا.
- أول حكم عربي قاد مباراة نهائية هو الحكم المغربي سعيد بلقولة في كأس العالم 1998 بفرنسا والتي فاز بها المنتخب المضيف بثلاثية ضد البرازيل.

## الإنجازات العربية
أول بلد عربي يلعب في تصفيات كأس العالم مصر وتأهل مصر لكأس عالم في أيطاليا
1934 بإيطاليا:
- أول بلد عربي وإفريقي يصل إلى نهائيات كأس العالم هي مصر.

1970 بالمكسيك:
- أول بلد عربي وإفريقي يحصل على نقطة التعادل في نهائيات كأس العالم هي المغرب كانت في مباراة الدور الأول ضد بلغاريا والتي انتهت 1/1.

1978 بالأرجنتين:
- أول بلد عربي وإفريقي يحصل على نقاط الفوز في نهائيات كأس العالم هي تونس كانت في مباراة الدور الأول ضد المكسيك والتي انتهت 3/ 1.

1982 بإسبانيا:
- أول بلد عربي وإفريقي يفوز بلقائين في نهائيات كأس العالم هي الجزائر في مبارتيها ضد ألمانيا التي انتهت 2/ 1 وضد تشيلي والتي انتهت 3/ 2، وهو أيضاً أول فريق عربي، وأفريقي يفوز على منتخب أوروبي.
- البلد الوحيد (حتى الآن) الذي فاز بلقائين دون أن يمر إلى الدور الثاني هي الجزائر، هذا بعد خروجها من مؤامرة كانت في مباراة ألمانيا والنمسا والتي انتهت 0/1 أدت إلى تأهل هاذين الأخيرين، مع العلم أن الفيفا غيرت قوانين اللقاءات الأخيرة التي أصبحت تُلعب في نفس الوقت على إثر هذه الحادثة.
- أول بلد عربي من آسيا يصل إلى نهائيات كأس العالم هي الكويت عام 1982 في إسبانيا.

1986 بالمكسيك:
- أول بلد عربي وإفريقي يمر إلى الدور الثاني لنهائيات كأس العالم هي المغرب بعد احتلالها المرتبة الأولى في مجموعتها التي ضمت كل من إنجلترا، بولندا والبرتغال لتسقط في الدور الثاني بصعوبة أمام ألمانيا 0/1.
- أول بلد عربي وإفريقي يصل إلى النهائيات مرتين على التوالي المنتخب الجزائري في 1982 -1986.

1994 بالولايات المتحدة:
- أول بلد آسيوي يمر إلى الدور الثاني لنهائيات كأس العالم هي المملكة العربية السعودية بعد احتلالها المرتبة الثانية في مجموعتها التي ضمت كل من هولندا، بلجيكا والمغرب لتسقط في الدور الثاني أمام السويد 1/ 3.

2002 كوريا الجنوبية واليابان:
- أول بلد عربي يصل إلى نهائيات كأس العالم للمرة الثالثة على التوالي هي المملكة العربية السعودية.

 2006 ألمانيا:
- أول بلد عربي يصل إلى نهائيات كأس العالم للمرة الرابعة على التوالي هيالمملكة العربية السعودية.
- أول لاعب عربي يلعب في أربع بطولات متتالية هو سامي الجابر.

2014 البرازيل
- الجزائر البلد العربي الوحيد الذي شارك في كأس العالم 2014.
- الأفناك تصير المنتخب الأكثر مشاركة برصيد 4 مشاركات مع المملكة العربية السعودية والمغرب وتونس
- الخضر البلد العربي والأفريقي الأول والوحيد الذي يسجل رباعية في مباراة واحدة.
- الجزائر المنتخب العربي الثالث الذي يصل إلى الثمن النهائي مع المملكة العربية السعودية والمغرب.
- شهدت بورتو أليغري المباراة الأولى التي تصل إلى الوقت الإضافي لالمانشافت في هذا المونديال وذلك ضد الخضر في الثمن النهائي.
- الهدف الأكثر تأخرا حسب الزمن سجل بإمضاء من الجزائري عبد المؤمن جابو بزمن قد وصل إلى 120 دقيقة و52 ثانية (1+120).

2022 قطر
- أول بلد عربي وأفريقي يصل إلى الدور نصف النهائي ويحصل على المركز الرابع في نهائيات كأس العالم هي المغرب

## وصلات خارجية
- الموقع العربي لكأس العالم لكرة القدم